# Palazzo Penne

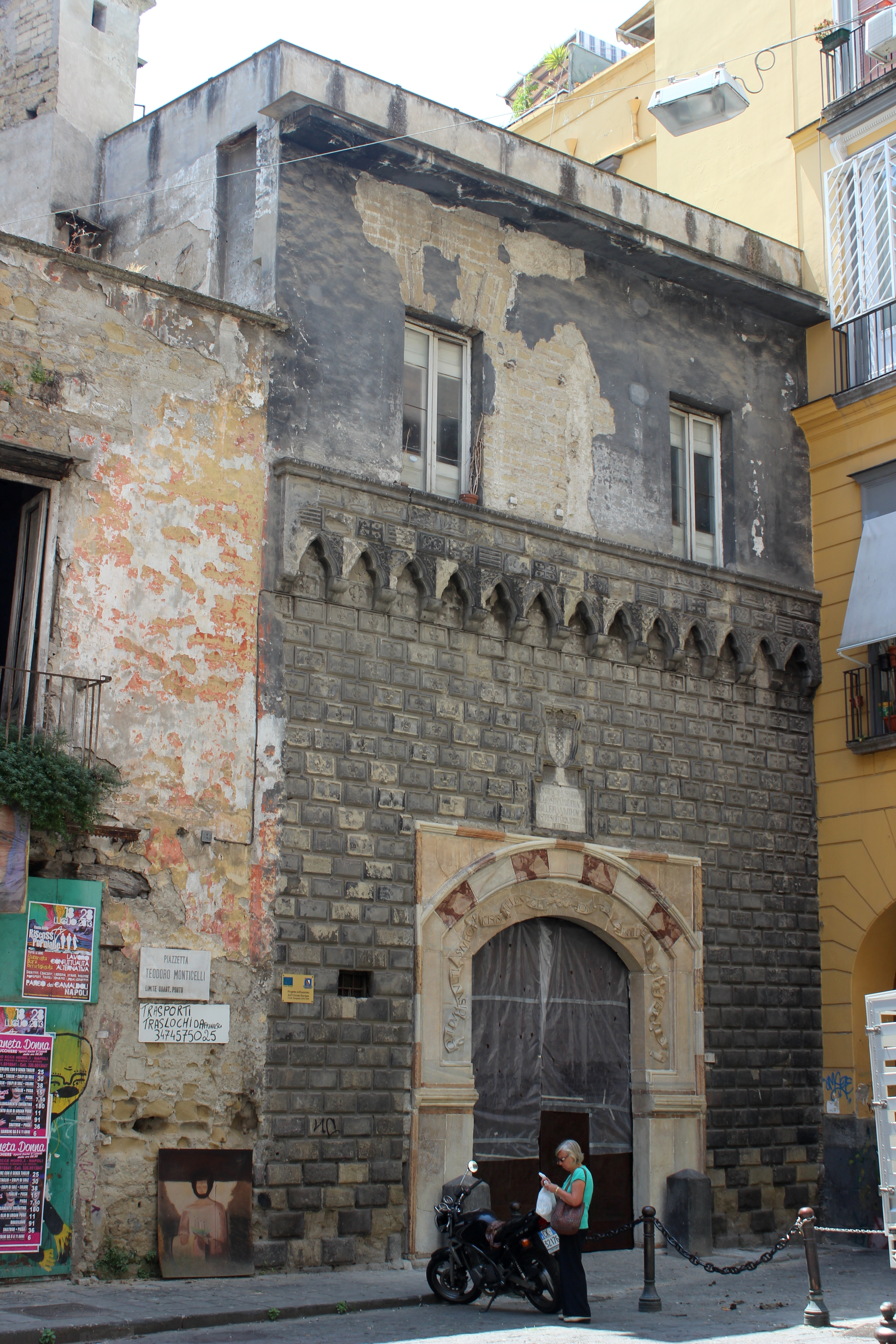
Palazzo Penne in Neapel

Der Palazzo Penne ist ein Renaissancepalast aus den 1400er-Jahren im Viertel Porto in Neapel in der italienischen Region Kampanien. Er liegt an der Piazzetta Teodoro Monticelli, 121.

## Geschichte und Beschreibung
Der Palast wurde im Jahre 1406 erbaut, wie auf einer Inschrift über dem Portal zu lesen ist. Bauherr war Antonio di Penne, der Sekretär von König Ladislaus von Neapel. Der Standort war in der Nähe desjenigen kleinen Platzes, der den ersten Eingang zur Stadt bildete. Der Palast vereint katalanische Bauelemente (wie den Korbbogen) mit toskanischen (Bossenwerk an der Fassade) und hat drei Stockwerke, von denen eines sich auf der Ebene des Innenhofes befindet und zwei versetzt sind und mit der Innentreppe in Verbindung stehen. Der Innenhof hat eine Vorhalle mit fünf Arkaden auf Pilastern, jede mit vier Eckmotiven aus Distelblättern. Die verschiedenen Baukörper bekommen ihre Belichtung von innen mit Ausnahme von zwei von außen sichtbaren Fenstern mit Welfenkreuzen, die mit einer Treppe in Verbindung stehen, die zu den Stufen von Santa Barbara führten.
Wenn man die Fassade ansieht, erkennt man drei Reihen von Bossenwerk mit einem Relief eines Stiftes (it.: penna) in der Mitte, dem Symbol der Familie und des Sekretärs und Beraters, die Ämter, die Antonio Penne bei König Ladislaus bekleidete. Diese wiederum stützen weitere acht Reihen mit der darauf eingravierten Lilie des Hauses Anjou, überragt von einem Rahmen aus Konsolen mit dreiblättrigen, kleinen Bögen mit Kreuzreliefen und Kronen zu Ehren von Ladislaus.
Im Laufe der Jahrhunderte kam der Palast in den Besitz verschiedener Adelsfamilien, zunächst die der Roccos, dann die der Capanos (Herzöge von Pollica und Barone von Velia), eingeschrieben am Seggio del Nilo, die den Palast etwa 150 Jahre lang besaßen, bis Marco Antonio Capano ihn wegen Spielschulden verlor. 1683 wurde er Sitz des Somaskerordens. Im 18. Jahrhundert kaufte ihn der Vulkanologe Teodoro Monticelli, der dort seine Sammlung unterbrachte.

## Eingangsportal

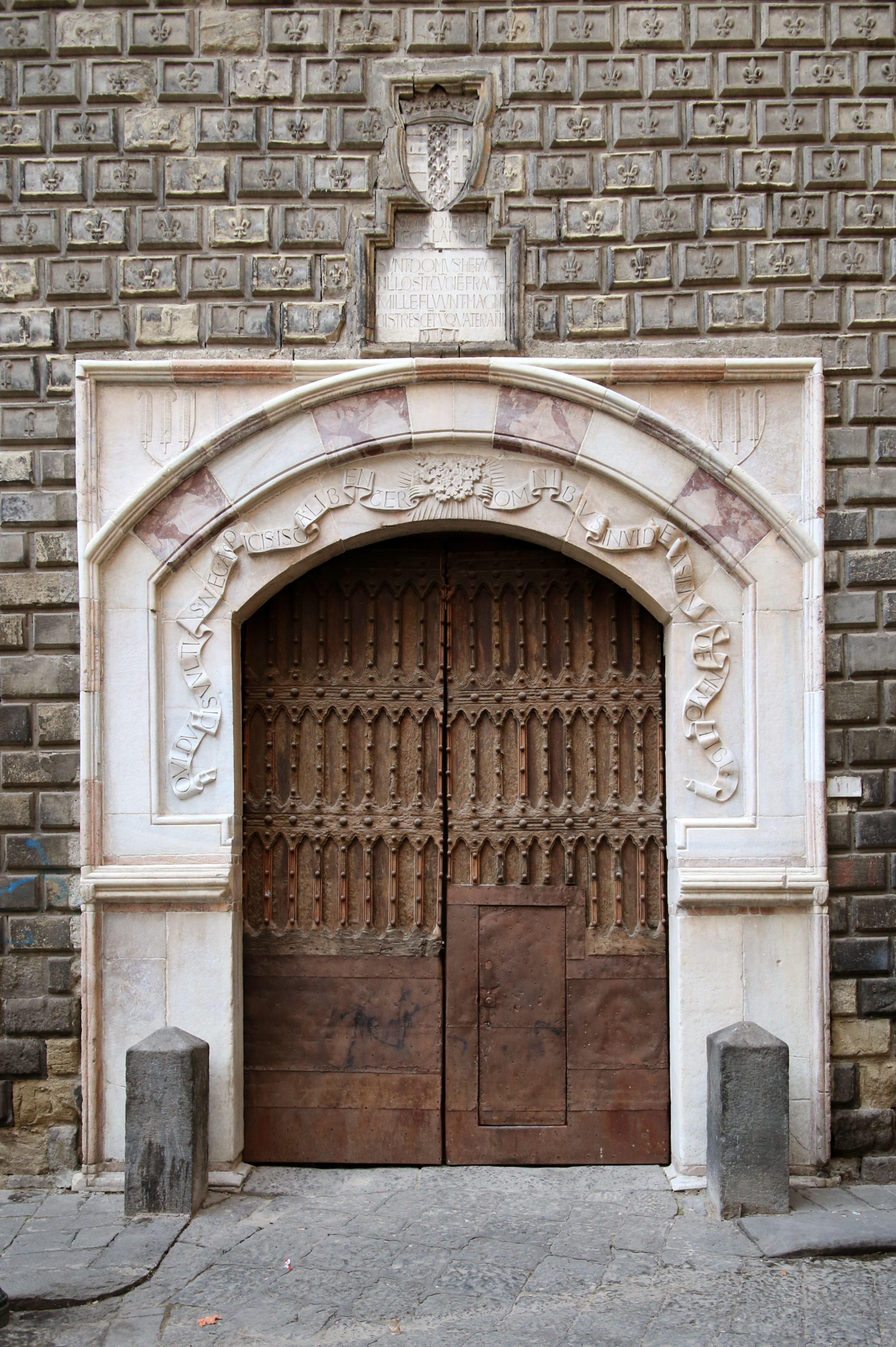
Geschnitztes Eingangsportal mit originalen Türen

Das wertvolle Eingangsportal an der Hauptfassade des Palastes zeigt einen Korbbogen, der typisch für die Zeit Ladislaus’ und weit verbreitet in der Stadt ist.
In den beiden oberen Ecken befinden sich die Wappen der Familie Penne, während in der Mitte ein Relief mit einigen Figuren in spätgotischem Stil eingeschnitzt ist. Ebenfalls an der Fassade gibt es zwei Inschriften der Verse von Martial, eine am geschwungenen Profil des Eingangsportals und den anderen darüber in einem hölzernen Rahmen:

“QUI DUCIS VULTUS NEC ASPICIS ISTA LIBENTER OMNIBUS INVIDEAS IN-VIDE NEMO TIBI“ (Inschrift am geschwungenen Profil des Eingangsprotals).
(dt.: Du, der Deinen Kopf verdrehst, oh Neider, und nicht freiwillig darauf (auf den Palast) blickst, mögen alle neidisch sein, keiner ist es auf Dich.)

“XX ANNO REGNO REGIS LADISLAI SUNT DOMUS HEC FRACTE MILLE FLUUNT MAGNI BIS TRES CENTUMQUATER ANNI“ (Inschrift über dem Eingangsportal).

## Der Beelzebub-Palast
Mit dem Bau des Palazzo Penne ist eine neapolitanische Legende verbunden: Man erzählt sich, dass der Palast in einer einzigen Nacht vom Beelzebub persönlich im Auftrag von Antonio Penne (oder von einem gewissen Giovanni Penne, einem französischen Funktionär) errichtet worden sei, der mit dem Teufel einen Pakt mit Blut geschlossen hatte. Penne hätte sich tatsächlich in eine sehr schöne Frau verliebt, die, damit sie ihn heiratete, ihn gebeten hätte, einen Palast in einer einzigen Nacht zu errichten. Um ihr zu gefallen, hätte Penne den Teufel zu Hilfe gerufen: Er hätte ihm seine Seele im Tausch gegen den Palast überlassen.
Allerdings enthielte der Pakt eine von Penne hinzugefügte Klausel: Der fällige Betrag sollte an den Beelzebub gezahlt werden, wenn dieser dazu fähig wäre, aufzuzählen, wie viele Weizenkörner im Innenhof des Palastes verstreut worden seien. Sobald der Bau fertig war, habe der Teufel in wenigen Minuten die Weizenkörner gezählt, aber die Zahl, die er Penne genannt hätte, sei um fünf Weizenkörner falsch gewesen und so habe er die Seele des damaligen Eigentümers aufgeben müssen. Der Beelzebub sei getäuscht worden, weil zusammen mit den Weizenkörnern auch Pech im Hof verteilt worden sei, das dafür gesorgt habe, dass einige Weizenkörnern unter den Nägeln des Teufels kleben blieben, was dazu führte, dass er sich verzählte.

## Jüngste Ereignisse

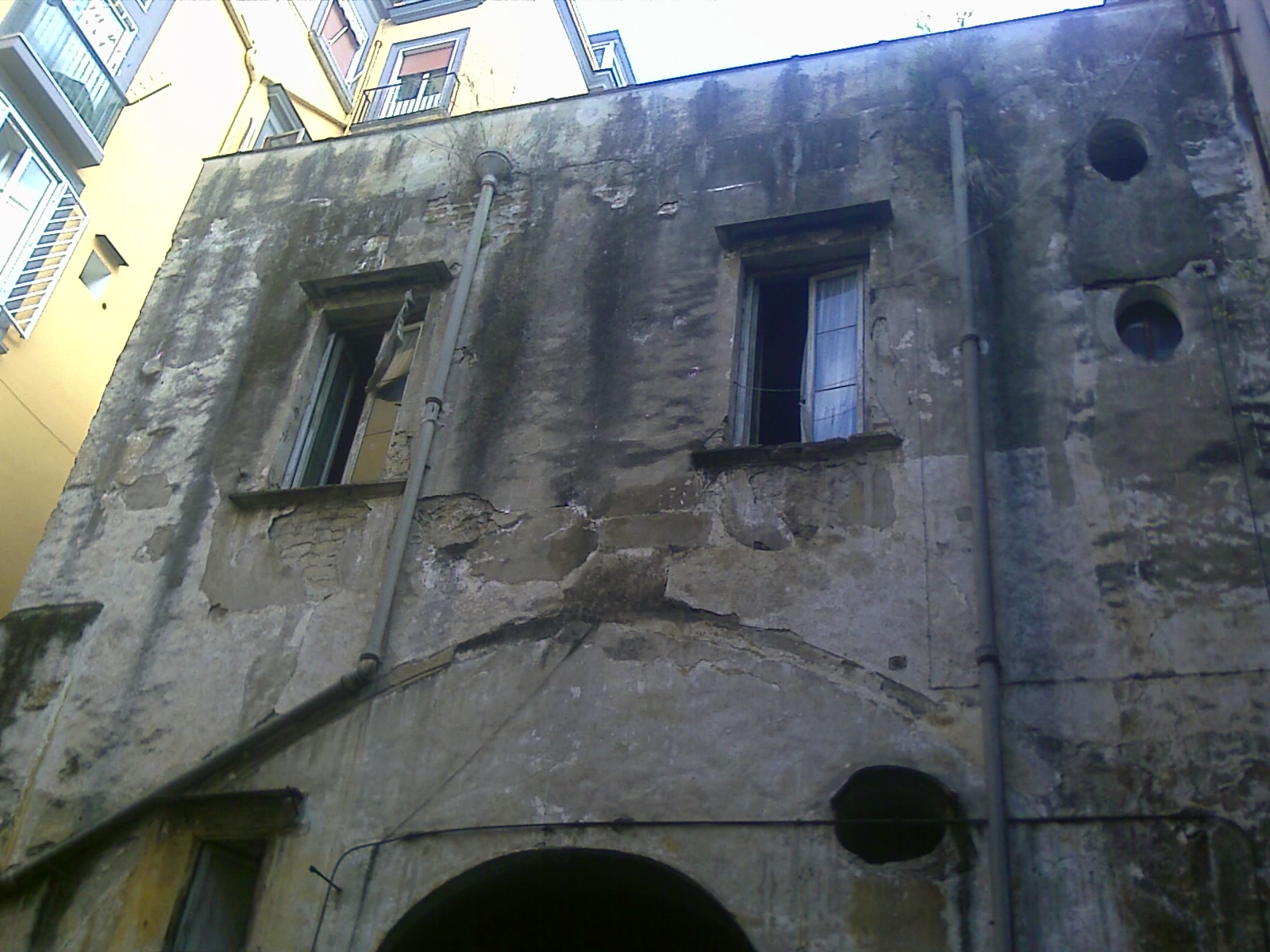
Innenfassade im Verfall

2002 kaufte die Region Kampanien das Gebäude, das damals als Bed and Breakfast in privater Hand war. 2004 wurde es der Universität Neapel L’Orientale zur Nutzung überlassen. Das Projekt sah ein universitäres Kompetenzzentrum mit Laboren, Aulen für Seminare und Zusammenkünfte und Dienste für Studenten vor. Die Arbeiten zur Wiederherstellung des Gebäudes wurden aber dennoch damals nicht aufgenommen. 2007 erreichten die Intellektuellen Alda Croce und Marta Herling, Tochter, bzw. Nichte, des Philosophen Benedetto Croce, die Einstellung illegaler Arbeiten im Inneren des Gebäudes zur Herstellung einiger Wohneinheiten; diese Arbeiten wurden allerdings kurz danach wieder aufgenommen. Auch die Appelle des Präsidenten der Republik, Giorgio Napolitano, und der UNESCO für den Beginn der Sanierungsarbeiten führten zu nichts. Am 20. Mai 2008 wurden die von der UNESCO eingeleiteten Ermittlungen, die zur Anlage von sechs Dossiers führten, abgeschlossen. Unter den Dossiers war auch eines, das sich mit dem Gouverneur Antonio Bassolino und dem damaligen Rektor der Universität, Pasquale Ciriello, wegen Beschädigung an einem Manufakt von geschichtlichem und künstlerischem Interesse, verursacht durch Unterlassen der Restaurierung, beschäftigte.
Am 25. November 2008 wurden Arbeiten zur Sicherung des Gebäudes eingeleitet, um den endgültigen Verfall zu verhindern. Die Übereinkunft zwischen der Region Kampanien und den letzten beiden Privatleuten, die das Gebäude illegal besetzten, über eine alternative Wohnmöglichkeit ermöglichte, den gesamten Palast unter die Aufsicht der Region und der Universität zu stellen, die noch zur Restaurierung und der künftigen Nutzung zustimmen mussten. Am 19. Februar 2013 begannen die Arbeiten zur Restaurierung und zum Umbau des gesamten Gebäudes.
Am 19. April 2013 wurden alle Angeklagten im Prozess vom Vorwurf der Beschädigung von Gütern von geschichtlichem Interesse von der VI. Gerichtsabteilung von Neapel aus tatsächlichen Gründen freigesprochen.